# Coryphaenoides yaquinae
Coryphaenoides yaquinae is een straalvinnige vissensoort uit de familie van rattenstaarten (Macrouridae). De wetenschappelijke naam van de soort is voor het eerst geldig gepubliceerd in 1974 door Iwamoto & Stein.